# Alegoria z Wenus i Kupidynem
Alegoria z Wenus i Kupidynem lub Zwycięstwo Czasu nad Miłością (wł. Allegoria del trionfo di Venere) – obraz florenckiego malarza z okresu manieryzmu, Agnola Bronzina, powstały w latach 1540–1545.

## Historia obrazu
Obraz został wykonany na zlecenie Cosimo I de’ Medici i miał być podarunkiem dla króla Francji Franciszka I. Pomysłodawcą obrazu był humanista Landinelli. Erotyczna tematyka obrazu oraz jego dwuznaczność wywołały sensacje na dworze królewskim. W XVII wieku król Henryk IV sprzedał go do jednej z paryskich kolekcji, a w 1860 roku obraz został zakupiony przez National Gallery w Londynie.

## Tematyka i symbolika obrazu
Tematem dzieła jest bogini Wenus z obejmującym ją Kupidynem oraz z symbolicznie przedstawioną Rozkoszą z Zabawą i innymi miłościami po jednej stronie i z Oszustwem i Zazdrością po drugiej. Wenus próbuje odebrać strzały swojemu synowi, by nie siał większego zamieszania. Ich pocałunek, dość zmysłowy, nie ma nic wspólnego z matczyną miłością, wywiera wrażenie pocałunku kochanków. W ręku Wenus trzyma jabłko, które jest jej atrybutem. W mitologii greckiej otrzymała ona ten owoc od Parysa jako nagrodę dla najpiękniejszej.

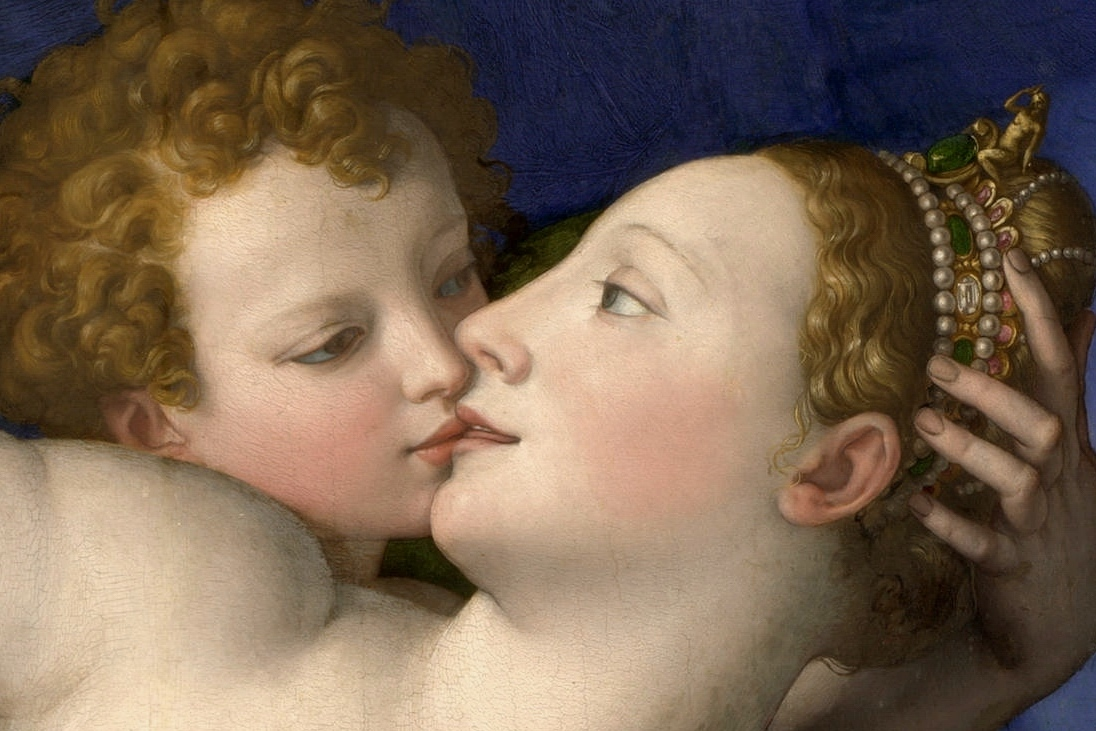
Detal pocałunku Wenus i Kupidyna

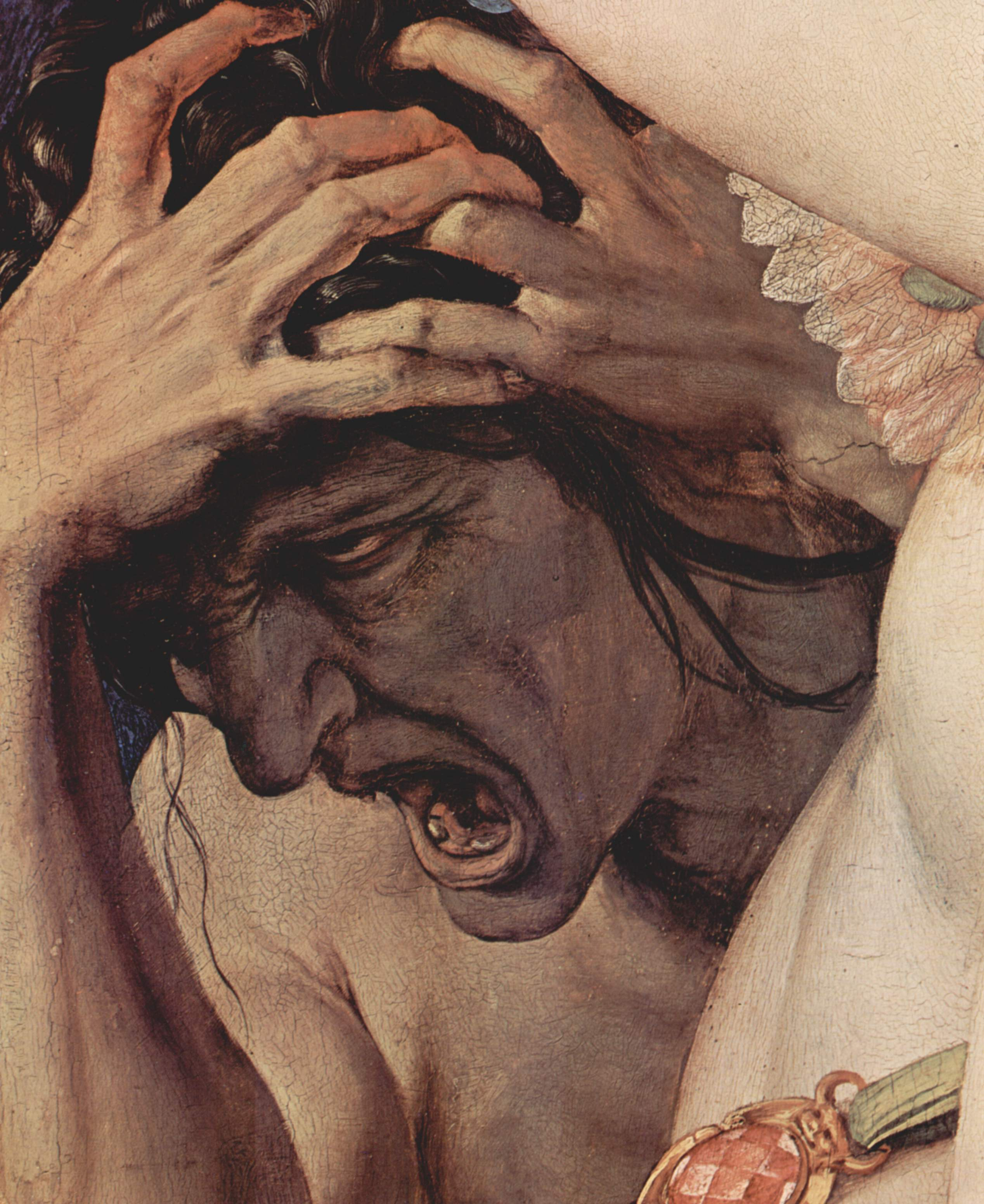
Detal twarzy starej kobiety jako alegorii Cierpienia

Wokół postaci, na tle niebieskiej draperii, kontrastują utrzymane w chłodnej tonacji alegorie radości i trudów miłości. Zaraz za Wenus przedstawiona została Przyjemność (Rozkosz) o dość głupiutkiej twarzy obsypującej parę płatkami róży. Na nodze wokół kostki malarz umieścił łańcuszek z dzwoneczków, a w drugą stopę wbija się cierń. Kolce róż w czasach renesansu były utożsamiane z bólem, jaki towarzyszy wielkiemu uczuciu. Postać satyra jest podobna do tańczących puttów, zdobiących balustradę balkonu dla śpiewaków w katedrze florenckiej autorstwa Donatella.
Za dzieckiem znajduje się Zdrada przedstawiona z niewinną twarzą, lecz z tułowiem ogromnego węża, symbolu podstępu i grzechu. W dłoniach satyra znajduje się plaster miodu będący symbolem rozkoszy, a w drugiej dłoni żądło skorpiona – symbol bólu. Dłonie sprawiają wrażenie powykręcanych.
Po drugiej stronie obrazu Bronzino umieścił Zazdrość, często nazywaną Bólem lub Cierpieniem. Alegoria została przedstawiona w postaci starej umęczonej kobiety. Nad nią znajduje się postać Zapomnienia pragnąca zasłonić kotarą całą scenę. Na pierwszy rzut oka jej twarz wygląda jak maska. Powstrzymuje ją Chronos, przedstawiony jako muskularny brodaty mężczyzna ze skrzydłami i klepsydrą, będący jednocześnie alegorią Czasu.
U dołu obrazu, po prawej stronie, znajdują się dwie maski teatralne, komedii i tragedii, o rysach młodej kobiety i starego mężczyzny. Prawdopodobnie mają symbolizować starość i brzydotę, do której doprowadzają miłosne cierpienia. Motyw masek był często przedstawiany w sztuce grecko-rzymskiego antyku oraz na grobowcu Medyceuszów w Nowej Zakrystii florenckiej bazyliki San Lorenzo dzieła Michała Anioła.